# كوني بولرز
إن كوني بولرز (بالألمانية: Conny Pohlers)هي لاعبة كرة قدم نسائية ألمانية سابقة وُلدت في هاله في السادس عشر من نوفمبر عام 1978. لعبت المهاجمة خلال مسيرتها التي استمرت عشرون عامًا في أندية مختلفة مثل نادي بوستدام للسيدات لمدة ثلاث عشر عامًا ونادي فرانكفورت النسوي لكرة القدم لأربع سنوات ونادي فولفسبورغ للسيدات لثلاثة أعوام. فازت كوني مع الأندية الثلاثة أربع مرات بدوري أبطال أوروبا للسيدات وخمس مرات بالدوري الألماني وست مرات ببطولة الاتحاد الألماني لكرة القدم.
كانت كوني ضمن منتخب ألمانيا لكرة القدم للسيدات من 2001 وحى 2011، وفازت بكأس العالم للسيدات عام 2003 وفي بطولة أمم أوروبا للسيدات عام 2005.
انتهت مسيرة كوني في عام صيف 2014.

## مسيرتها الكروية

### الأندية
تنحدر كوني من عائلة كروية، فكان والدها له نشاط رياضي على الصعيد المحلي وكانت والدتها هدافة. بدأت كوني لعب الكرة في الأندية عن عمر السابعة في نادي هاله لتنتقل في عام 1994 إلى نادي بوستدام للسيدات الذي عادت إلبه مرة أخرى بعد غترة قصيرة من اللعب في نادي نيدركرشن في عام 1997. في عام 2003 لعبت في الدوري الأميريكي للمحترفين مع نادي أتلنتا بيت. انتقلت إلى نادي نادي فرانكفورت النسوي لكرة القدم في صيف عام 2007. وقُبيل بداية موسم 2009/2008 تم تشخيص كوني بإصابة فب الغضاريف؛ مما أجبرها على التوقف عن اللعب لأكثر من عام لتعود في عام 2009 مرة أخرى. وفي موسم 2011/2012 انتقلت إلى نادي فولفسبورغ للسيدات الذي فازت معه في عام 2013 الدوري الألماني وبطولة الاتحاد الألماني لكرة القدم. لتنهى مسيرتها بعد موسم 2013/2014.

### المنتخب الوطني
تعد كوني بمعدل بثلاثين مباراة من اللاعبات القياسيات لمنتخب ألمانيا تحت 21 سنةالذي حصد المركز الثاني في كأس نوردك بعد الهزيمة من الولايات المتحدة الأمريكية في النهائيات.
كانت أول مباراة دولية لكوني في العاشر من مايو 2001 ضد إيطاليا، وفي الخامس والعشرين من أكتوبر عام 2001 سجلت خمسة أهداف في مباراة ضد البرازيل لتتخطى بذلك الرقم القياسي لهايدي مور.
فازت بكأس العالم للسيدات عام 2003 وفي بطولة أمم أوروبا للسيدات عام 2005. حصدت كوني الميدالية البرونزية في الألعاب الأولمبية الصيفية عام 2004 في أثينا وفي الصين عام 2008. ونظرًا لإنجازتها الرياضية كُرمت كوني بورقة الغار الفضية.
رُشحت في أبريل عام 2007 لمبارة نجوم العالم الفيفا النسائية ضد منتخب الصين لكرة القدم للسيدات، حيث سجلت الهدف الأول في الأربع الدقائق الأولى.

## انجازتها

### على صعيد الأندية
- دوري أبطال أوروبا للسيدات: 2005, 2008, 2013, 2014
- الدوري الألماني للسيدات: 2004, 2006, 2008, 2013, 2014
- بطولة الاتحاد الألماني لكرة القدم: 2004, 2005, 2006, 2008, 2011, 2013
- أفضل هدافة في البوندسليجا: 2002, 2006, 2011

### مع المنتخب الوطني
- كأس العالم: 2003
- دوري أبطال أوروبا: 2005
- الميدالية البرونزية في الأولمبياد: 2004, 2008

## حياتها الخاصة
كانت كوني متطوعة لفترة قصيرة في الجيش الألماني. وأتمت دراستها حول الإدارة الرياضية، لتفتتح في يوليه 2014 وكالة الإدارة الرياضية مانسوكر بالتعاون مع زميلتها السابقة في المنتخب مافينا اوميلاد والمدير الرياضي فيليب شوبر.
انجبت كوني في الثاني والعشرين من أبريل عام 2015 ابنها.

## وصلات خارجية
- كوني بولرز على موقع الاتحاد الدولي (مؤرشف)  (الإنجليزية)
- كوني بولرز على موقع الاتحاد الأوربي (الإنجليزية)
- كوني بولرز على موقع قاعدة بيانات كرة القدم.إي يو (الإنجليزية)
- كوني بولرز على موقع Soccerway.com (الإنجليزية)
- كوني بولرز على موقع عالم كرة القدم.نت (الإنجليزية)
- كوني بولرز على موقع أوليمبيديا (الإنجليزية)

- كوني بولرز على موقع olympedia (باللغة الإنجليزية)
- كوني بولرز على موقع weltfussball (باللغة الألمانية)